# Flujo de trabajo
El flujo de trabajo (workflow en inglés) es el estudio de los aspectos operacionales de una actividad de trabajo: cómo se estructuran las tareas, cómo se realizan, cuál es su orden correlativo, cómo se sincronizan, cómo fluye la información que soporta las tareas y cómo se le hace seguimiento al cumplimiento de las tareas. Generalmente los problemas de flujo de trabajo se modelan con redes de Petri.
Si bien el concepto de flujo de trabajo no es específico a la tecnología de la información, una parte esencial del software para trabajo colaborativo (groupware) es justamente el flujo de trabajo.
Una aplicación de flujos de trabajo automatiza la secuencia de acciones, actividades o tareas utilizadas para la ejecución del proceso, incluyendo el seguimiento del estado de cada una de sus etapas y la aportación de las herramientas necesarias para gestionarlo
Se pueden distinguir tres tipos de actividad:
- Actividades colaborativas: Un conjunto de usuarios trabajan sobre un mismo repositorio de datos para obtener un resultado común. Tiene entidad el trabajo de cada uno de ellos en sí mismo.
- Actividades cooperativas: Un conjunto de usuarios trabajan sobre su propio conjunto particular, estableciendo los mecanismos de cooperación entre ellos. No tiene entidad el trabajo de ninguno de ellos si no es visto desde el punto de vista global del resultado final.
- Actividades de coordinación.

## Objetivos de un sistema de workflow
- Reflejar, mecanizar y automatizar los métodos y organización en el sistema de información.
- Establecer los mecanismos de control y seguimiento de los procedimientos organizativos.
- Independizar el método y flujo de trabajo de las personas que lo ejecutan.
- Facilitar la movilidad del personal.
- Soportar procesos de reingeniería de negocio.
- Agilizar el proceso de intercambio de información y agilizar la toma de decisiones de una organización, empresa o institución.
- Adicionalmente optimizar el servicio
- Mejorar la gestión del conocimiento

## Sistemas de flujo de trabajo
El propósito de los sistemas de flujo de trabajo, (o BPMS, business process management systems), es acercar personas, procesos y máquinas, con el objeto de reducir tiempo y acelerar la realización de un trabajo. Estos sistemas permiten trabajar en equipo desde diferentes lugares físicos. Los sistemas de workflow facilitan la automatización de los flujos de trabajo entre procesos y permiten integrar los procesos de la empresa, rediseñados de acuerdo con ayuda de nuevas estrategias.
Existen en el mercado varios productos como FlowMind, openEDMS, wf.com.mx, cardiff, IBM, etc. Existen muchas metodologías que culminan en la implementación de un sistema de este tipo como son diagrama de roles, BPMN, IDEF0, ciclos de trabajo, etc.

## Workflow de aprobación de facturas
Con el desarrollo de las nuevas tecnologías, la aprobación manual de facturas de mesa en mesa es algo que las empresas de cierto tamaño han sustituido por flujos de trabajo automatizados de aprobación de facturas, que son aplicaciones que facilitan que a los diferentes usuarios aprobadores de facturas de una organización, les llegue la imagen digitalizada de una factura de manera que puedan aprobarla directamente en la aplicación, direccionarla a otros usuarios o rechazar su aprobación.
La gestión automatizada de los procesos de gestión y aprobación de facturas busca la maximización de la eficiencia del procedimiento y la reducción de los costes asociados al proceso.

## Lenguajes de especificación de workflow
- BPMN
- BPEL
- XPDL
- YAWL

### Organismos
- WFMC - Workflow Management Coalition
- Club-BPM (Centro Oficial del BPM en España y países de habla hispana)
- BPMI - Business Process Management Initiative

- Datos: Q627335
- Multimedia: Workflow / Q627335